# Günter Röhser
Günter Röhser (* 27. Juli 1956 in Rothenburg ob der Tauber) ist ein deutscher evangelischer Theologe und Hochschullehrer.

## Leben
Nach dem Abitur im Jahr 1975 studierte Röhser bis 1981 evangelische Theologie in Erlangen, Heidelberg und Neuendettelsau. Von 1982 bis 1985 wurde er als Studienleiter am Ökumenischen Institut / Studentenwohnheim der Universität Heidelberg übernommen. Im Anschluss daran absolvierte er von 1985 bis 1987 als Vikar in der Kirchengemeinde Rehau den kirchlichen Vorbereitungsdienst der Evangelisch-Lutherischen Kirche in Bayern. Nach der Promotion im Jahr 1986 in Heidelberg wurde Röhser von 1987 bis 1990 als Studienreferent am Evang.-Luth. Predigerseminar Bayreuth angestellt und im Jahr 1988 zum geistlichen Amt ordiniert. Von 1990 bis 1992 war er DFG-Habilitationsstipendiat. Anschließend übernahm er von 1992 bis 1994 eine Stelle als Pfarrer und theologischer Referent beim Oberkirchenrat des Kirchenkreises Bayreuth und wurde zudem als Lehrbeauftragter für Altes und Neues Testament an der Universität Bamberg bestellt. Nach seiner Habilitation im Jahr 1993 in Heidelberg für Neutestamentliche Theologie vertrat er von 1994 bis 1997 eine Professur für Neues Testament an der Universität Siegen. 
Schließlich wurde Röhser im Jahr 1997 zum Universitätsprofessor für das Lehr- und Forschungsgebiet Bibelwissenschaft mit Schwerpunkt Neues Testament an die RWTH Aachen berufen. Seit 2003 lehrt er als Professor für Neues Testament an der Evangelisch-Theologischen Fakultät der Universität Bonn. Darüber hinaus wurde Röhser von 2008 bis 2012 und von 2016 bis 2017 zum Dekan der Evangelisch-Theologischen Fakultät in Bonn gewählt.
Seine Forschungsschwerpunkte sind religiöse Vorstellungen der (biblischen) Antike / Neues Testament und antike Weltanschauung, paulinische Theologie und Fragen der Bibelübersetzung und Bibelhermeneutik.

## Schriften (Auswahl)
- Metaphorik und Personifikation der Sünde. Antike Sündenvorstellungen und paulinische Hamartia. Tübingen 1987, ISBN 3-16-145166-X.
- Prädestination und Verstockung. Untersuchungen zur frühjüdischen, paulinischen und johanneischen Theologie. Tübingen 1994, ISBN 3-7720-1865-3.
- Stellvertretung im Neuen Testament. Stuttgart 2002, ISBN 3-460-04951-0.
- als Herausgeber mit Matthias Klinghardt: Klaus Berger: Tradition und Offenbarung. Studien zum frühen Christentum. Tübingen 2006, ISBN 3-7720-8108-8.